# Magyar Orvosi Kamara
A Magyar Orvosi Kamara (rövidítve:MOK) a magyar orvosok köztestülete, önkormányzattal és nyilvántartott tagsággal rendelkező szervezet, amelynek létrehozását törvény rendeli el. Tagságához, illetőleg a tagsága által végzett
tevékenységekhez kapcsolódó közfeladatot lát el. Saját definíciója szerint a MOK minden Magyarországon működő orvos független, demokratikus, céhszerű testülete, amely tagjainak szakmai, erkölcsi és anyagi érdekvédelmet hivatott biztosítani. A tagság 2023-ig kötelező volt, azonban a kormánnyal való konfliktus hatására megszűnt a kötelező kamarai tagság.

## Szervezeti felépítés
A kamarát országos elnökség vezeti, minden vármegyében rendelkezik területi csoportokkal.

### Elnökei
| Időszak   | Név           | Forrás |
| --------- | ------------- | ------ |
| 2003–2019 | Éger István   | [ 4 ]  |
| 2019–2023 | Kincses Gyula | [ 4 ]  |
| 2023–     | Álmos Péter   | [ 5 ]  |

## Küldetése
A MOK tevékenységével őrzi a hivatás tisztaságát, védi és építi az orvoskar tekintélyét és ezzel szolgálja a nemzet egészségének ügyét.
A MOK országos szervezete megyei és helyi kamarái révén részt vesz más szervezetekkel együttműködve minden olyan döntés előkészítésében, végrehajtásában, ellenőrzésében és korszerűsítésében, amely érinti az orvosi tevékenység minőségét, bármely elemét, vagy környezetét, így az egészségügyi ellátás feltételrendszerét, a szakmai standardokat és protokollokat.
A MOK kidolgozza és folyamatosan felülvizsgálja saját etikai kódexét, meghatározza és elbírálja az orvosi tevékenységre való alkalmasság feltételeit.
A MOK ápolja a tagjai közötti szolidaritást, és ennek szellemében vállalja az egyes orvosok, illetve különböző csoportjai, rétegei érdekeinek egyeztetését.
A MOK támogatja rászoruló tagjait, valamint szolgáltatásaival segíti őket a hivatás gyakorlásával összefüggő problémák megoldásában.
A MOK testületileg védi az orvosi kar és tagjai szakmai, erkölcsi, gazdasági, jogi és szociális érdekeit.
A MOK a magas szintű orvosi ellátás érdekében részt vesz a tagok továbbképzési, szakképzési követelményeinek kidolgozásában, részt vállal ezek megvalósításában.

## Feladatai
- nyilvántartást vezet tagjairól
- a MOK törekszik arra, hogy a mindenkori egészségpolitikai rendszerben olyan helyet foglaljon el, amelyben szakmai alapelveit kellő hatékonysággal érvényesítheti
- egyetértési jogával élve részt vesz az orvosi hivatás gyakorlói és az egészségbiztosítás szervei közti általános szerződési feltételek kialakításában. Törekszik arra, hogy elsősorban orvosszakmai szempontok határozzák meg a finanszírozási feladatokat
- szorgalmazza az egészségmegőrző és betegellátó rendszer működési hibáinak feltárását és a joghézagok kiküszöbölését
- ajánlást ad az egyes orvosi szolgáltatások díjtételeire
- felügyeli tagjainak szakmai, erkölcsi és etikai tevékenységét.Megalapozott gyanú esetén vizsgálatot folytat, felelősségre vonást gyakorol vétséget elkövető tagjaival szemben
- a MOK törekszik az orvosi hivatás gyakorlásához szükséges optimális szakmai feltételek megteremtésére, beleértve az egyetemi hallgatók, a szakmánkénti szakorvosok létszámának, az orvosi munkahelyek számának, telepítési helyeinek és munkafeltételeinek önálló kidolgozását
- kiépíti szervezetei és tagjai között a gyors információcsere hatékony rendszerét
- kapcsolatot alakít ki és tart fenn külföldi orvos-szervezetekkel, nemzetközi intézményekkel, hazai egészségügyi és civil szervezetekkel
- a MOK kommunikációra törekszik az egészségügyi dolgozókkal és a lakosság minél szélesebb rétegeivel, támogatja a betegjogok érvényesülését, és vállalja az orvosi tevékenységgel kapcsolatos észrevételek véleményezését[1]